# Mucajaí
Mucajaí là một đô thị thuộc bang Roraima, Brasil. Đô thị này có diện tích 12751 km², dân số năm 2007 là 12546 người, mật độ 0,9 người/km².